# Klase rada pojačala
Aktivni elektronički elemeti kao što su elektronska cijev, bipolarni ili unipolarni tranzistor ne mogu kao takvi sami obavljati funkciju pojačanja električnog signala, već im je u tu svrhu potrebno postaviti odgovarajuće istosmjerne napone i struje u tzv. radnu točku. Radna točka pobliže određuje dinamičke karakteristike sklopa, a uz njezin položaj na izlaznoj karakteristici aktivnog elementa povezan je i pojam klase u kojoj djeluje elektronički sklop.

## A klasa
U A klasi su svojevremeno u starijim radio prijemnicima radila i pojačala s elektronskim cijevima, gdje je izlazna elektronska cijev preko izlaznog transformatora pobuđivala dinamički zvučnik na reprodukciju. Danas, međutim, rad u A klasi karakterističan je prije svega za sve vrste pretpojačala, oscilatora i sličnih elektroničkih sklopova, gdje sklop na svom izlazu treba dati obje poluperiode izmjeničnog električnog signala (slika desno) i gdje je radno područje aktivnog elementa ograničeno s jedne strane naponom ispravljača, a s druge područjem zasićenja aktivnog elektroničkog elementa. Za pojačala A klase karakteristično je da i u odsustvu električnog signala kroz pojačalo teče istosmjerna električna struja I0 koja je jednaka:
{\displaystyle I_{0}={\frac {\frac {U_{b}}{2}}{R}},}
gdje je Ub napon ispravljača, a R radni otpor u izlaznom krugu aktivnog elektroničkog elementa. 
Pojačalo snage u A klasi ima jednak potrošak električne energije, nezavisno od prisustva električnog signala na njegovu ulazu, odn. izlazu. Faktor iskorištenja u idealnim uvjetima iznosi 25% i dat je omjerom korisne snage na zvučniku u odnosu na potrošenu snagu uzetu iz ispravljača. U realnim uvjetima nešto je manji od 25% što ovisi o izlaznim karakteristikama aktivnog elektroničkog elementa.

## B klasa
Kako bi se smanjio potrošak električne energije u odsustvu električnog signala i povećao faktor iskorištenja, izvode se protutaktna pojačala u B klasi, gdje jedan aktivni elektronički element u izlaznom krugu sklopa propušta na opterećenje jednu poluperiodu električnog signala (na pr. pozitivnu), a drugi aktivni elektronički element propušta drugu poluperiodu električnog signala (negativnu) U odsustvu pobudnog napona na ulazu pojačala kroz aktivne izlazne elektroničke elemente uopće ne teče istosmjerna struja.
U idealnim uvjetima faktor iskorištenja pojačala snage u B klasi je oko 78,5%. Međutim, u stvarnim okolnostima faktor iskorištenja je nešto manji i ovisan je neposredno o izlaznim karakteristikama aktivnih elektroničkih elemenata.
Nedostatak izlaznih pojačala u B klasi je što ona, kada se koriste za reprodukciju govora i glazbe, imaju manje ili više zamjetno tzv. prijelazno izobličenje koje se javlja naročito kod pojačala s bipolarnim tranzistorima, gdje je ono posljedica specifične ulazne Ube/Ib karakteristike. Navedeni nedostatak uklanja se na način da se i u odsustvu pobudnog signala kroz izlazne tranzistore propušta određena istosmjerna struja te govorimo o izlaznim pojačalima u AB klasi.

## AB klasa
Izlazna pojačala koja rade u AB klasi također se isključivo izvode kao protutaktna pojačala gdje valja napomenuti da u izlaznom krugu mogu postojati i više simetričnih parova aktivnih elektroničkih elemenata, što naravno vrijedi i za B klasu.
U odsustvu električnog pobudnog signala kroz izlazne aktivne elektroničke elemente teče, dakle, neka određena istosmjerna struja mirovanja koja određuje faktor iskorištenja pojačala.  Navedena struja može biti vrlo mala, niti 0,5% maksimalne izlazne struje koju pojačalo treba predati opterećenju te pojačalo može raditi praktički na rubu B klase.
Pomicanjem radne točke koja odgovara većoj istosmjernoj struji mirovanja izlazni stupanj radi u sve linearnijem području, no istovremeno mu opada faktor iskorištenja te u drugoj krajnosti se pojačalo u AB klasi približava režimu rada pojačala u A klasi. Na taj način u stvarnim prilikama se faktor iskorištenja pojačala snage u AB klasi kreće u realnim uvjetima od kojih 70% do 25%. Izvan tih granica sklop praktički postaje izlazno pojačalo u B, odn. A klasi.

## C klasa
Za A klasu je karakteristično da teretu predaje cjelokupni električni signal tijekom njegova perioda T, dok je za B klasu karakteristično da svaki od izlaznih aktivnih elektroničkih elemenata predaje teretu električni signal samo tijekom polovine njegova perioda (T/2). AB klasa je na neki način kompromis, gdje svaki od aktivnih izlaznih elektroničkih elemenata predaje teretu električni signal u trajanju dužem od T/2, ali kraćem od punog perioda T.
U svrhu povećanja faktora iskorištenja u izlaznim stupnjevima visokofrekventnih uređaja (odašiljači radio stanica, radari i sl.) koristi se rad u C klasi, gdje se izlaznom titrajnom krugu dovodi električni signal koji je kraći od poluperioda T/2.
Na taj način faktor iskorištenja može biti i veći od 90% što je itekako od važnosti u izvedbi, na primjer, odašiljača snage više desetaka ili stotina kW.
U takvim primjenama nije bitna linearnost prijenosa jer se C klasa koristi isključivo u visokofrekventnim sklopovima gdje se titrajnom krugu samo u određenim vremenskim razmacima dovodi dodatna energija kako bi se nadoknadila energija isijana antenom i nadoknadili gubici nastali u titrajnom krugu. 

## Usporedba A, B, AB i C klase
Usporedimo li međusobno različite klase pojačala u odnosu na trajanje aktivnosti izlaznog aktivnog elektroničkog elementa, razvidno je (Slika desno) da je kod pojačala u A klasi element aktivan tijekom cijelog perioda T ulaznog, odn. izlaznog signala, kod pojačala u B klasi samo polovinu perioda, kod pojačala u AB klasi između cijelog perioda T i polovine perioda T/2, a u C klasi i znatno manje od polovine perioda T/2.
Posljedično, za razliku od pojačala u A klasi koje se može izvesti i jednim aktivnim elektroničkim elementom, pojačala u B i AB klasi moraju raditi u protutaktnom režimu rada. Kod tzv. ultralinearnih pojačala i pojačala u A klasi rade s protutaktnim izlaznim stupnjem, a iz razloga što kod takvih sklopova nije potreban izlazni transformator.
U slučaju C klase, međutim, dovoljan je na izlazu i samo jedan aktivni elektronički sklop jer ostatak do pune periode izlaznog signala ionako istitrava rezonantni titrajni krug.

## D klasa
Pojačala koja rade u D klasi rade u prekidačkom načinu rada, što znači da izlazni aktivni elektronički element radi kao elektronička sklopka, gdje je odnos vremena trajanja vođenja u odnosu na trajanje vremena nevođenja neposredno ovisan o amplitudi pobudnog napona sustava.
O takvom načinu rada govorimo i kao o modulaciji širine impulsa, gdje D klasa ima vrlo visok faktor iskorištenja koji može dosegnuti i 99%. Uz D klasu možemo spomenuti i E klasu gdje aktivni elektronički elementi rade kao elektroničke sklopke koje impulsno pobuđuju LC titrajni krug na njegovoj karakterističnoj rezonantnoj frekvenciji.